# Перспектива (центр анимационного творчества)
Центр анимационного творчества «Перспектива» — российская организация. Полное наименование — Муниципальное образовательное учреждение дополнительного образования детей центр творческого развития и гуманитарного образования «Центр анимационного творчества „Перспектива“». Учреждение расположено в Ярославле.
Ученики центра занимали призовые места во многих значимых конкурсах, в том числе и в Молодёжных Дельфийских играх России.

## О центре
Центр анимационного творчества «Перспектива» — крупное учреждение дополнительного образования г. Ярославля с международным именем в анимационной отрасли.
Центр «Перспектива» является дипломантом Всероссийского конкурса на лучшее учреждение дополнительного образования.
В центре занимаются более 3000 детей в возрасте от 4 до 18 лет по разным направлениям:
- — художественно-эстетическая;
- — научно-техническая;
- — спортивно-техническая;
- — эколого-биологическая;
- — социально-педагогическая;
- — культурологическая;
- — военно-патриотическая.

Главным и определяющим является уклон на анимационную деятельность детей.
Многие выпускники центра анимационного творчества «Перспектива» учатся во ВГИКе, несколько человек работают на анимационных студиях Москвы и Санкт-Петербурга, а также сотрудничают с мастерской Александра Петрова, многие стали педагогами и преподают детям анимацию.

## История и достижения
Школа анимации получила множество наград, в том числе 22 Гран-при на Международных кинофестивалях.
26 выпускников и обучающихся являются лауреатами премии Президента РФ по поддержке одарённой молодёжи в рамках национального проекта «Образование».
2000 годЦентр анимационного творчества «Перспектива» открыт приказом мэра города Ярославля в 2000 году и сразу стал обладателем Гранта президента РФ в области образования и искусства.
2001 год«Перспективой» получен Грант в области культуры Губернатора Ярославской области и диплом первого Всероссийского конкурса воспитательных систем.
2002 год
- Расширение организации. Появился новый блок дополнительного образования — Дом детского творчества.
- Обучающаяся центра «Перспектива» Ольга Мурашова получила премию Президента РФ.
- Школа анимации центра получила звание «Образцовый коллектив».
- Была создана киношкола «Ярославский медвежонок».

2003 годГод педагогических побед — V Всероссийский конкурс «Сердце отдаю детям» в Санкт-Петербурге — Маргарита Нагибина, финалист конкурса педагогов дополнительного образования, получает Губернаторскую награду «За исключительный вклад в решение социальных проблем области» и общероссийскую золотую медаль «За полезное» в номинации «За работу с детьми».
2004 годЦентр «Перспектива» — лауреат премии Ярославской области «За лучшую работу в области обеспечения качества». Открыт первый в области Военно-музыкальный класс.
2005 годПобеды на областном этапе конкурса «Сердце отдаю детям». Открыт сайт «Перспективы».
2006 годДиректор центра — Ищук Владимир Васильевич стал лауреатом премии Ярославской области «За лучшую работу в области обеспечения качества». Программа «Технология анимации», автор Нагибина М. И. стала Лауреатом VII Всероссийского конкурса авторских образовательных программ.
2007 год
- 19 ребят обучающихся в центре анимационного творчества стали лауреатами премии Президента РФ по поддержке одаренной молодёжи в рамках национального проекта «Образование».
- Лиза Костишина завоевала бронзовую медаль на VI молодёжных Дельфийских играх в номинации «Журналистика».
- Ищуку Владимиру Васильевичу присвоено звание «Почетный работник общего образования РФ»,
- Нагибиной Маргарите Ивановне присвоено звание «Заслуженный учитель РФ».
- Открылся первый фестиваль молодёжного и семейного фильма «Кино-Клик».

2008 год
- Соня Горя завоевала серебро на VII молодёжных Дельфийских играх в номинации «Мультипликация».
- Двое ребят «Перспективы» стали лауреатами премии Президента РФ.
- «Центр анимационного творчества „Перспектива“» стал дипломантом регионального этапа Всероссийского конкурса на лучшее учреждение дополнительного образования.
- Программа «Живой рисунок» Мурашовой И. П. стала дипломантом VIII Всероссийского конкурса авторских образовательных программ.
- Педагоги центра Маргарита Нагибина и Инна Мурашова победили в конкурсе «Талисман 1000-летия города Ярославля».
- На базе центра анимационного творчества начинает работу Федеральная экспериментальная площадка (ФЭП) «Мы сами делаем кино». Успешно реализуются международные проекты с Германией, Канадой, Украиной, Эстонией.

2009 год
- Проведен первый кинофестиваль «Ты не один» для общества с ограниченными возможностями.
- Устанавливаются деловые контакты центра анимационного творчества «Перспектива» и Всероссийского государственного университета кинематографии (ВГИК) (издание энциклопедии детских видеостудий, работа по подготовке курсов для руководителей кинообъединений, проведение совместных мероприятий и др.)
- В рамках международных проектов Нагибиной М. И. проведены мастер-классы во Франкфурте.
- Тихомирова А. С. — награждена призом мэра, как лучший молодой специалист в области анимационного кино.

2010 годПедагог Инна Мурашова становится обладателем специального приза Всероссийского конкурса «Сердце отдаю детям» в Санкт-Петербурге. Издан авторский сборник песен Владимира Ищука, посвященный 1000-летию города.
2011 годПосле победы фильма «Три подвига моего прадедушки» (автор Иван Кузьмин) на международном конкурсе «Кинотаврик» в Сочи, «Перспективу» пригласили в Голливуд на площадку «Universal Studios». Владимир Ищук и Маргарита Нагибина получили сертификат обучения в «Нью-Йоркской академии киноискусств». А их ученик Ваня Кузьмин снял собственный фильм о ковбоях под руководством режиссёра и директора академии.
Другие награды Центра «Перспектива» — обладатель Гран-при Международного фестиваля детского анимационного кино «Золотая рыбка» (Москва), Гран-при Международного фестиваля детского творчества «Волшебный фонарь» (Болгария), Гран-при Международного фестиваля программ и фильмов школьных кино и телестудий стран СНГ и Балтии, Гран-при фестиваля «Мир глазами детей» (Дагомыс), Гран-при Международного фестиваля детского аудио-визуального творчества «Надежда», «Петербургский экран», «Белые ночи» (Санкт Петербург), Гран-при Эстонско-российского фестиваля детского и юношеского видеотворчества «Тушите свет», фестиваля Европейского кино «Невиданное кино» (Эстония), Гран-при Международного детского фестиваля искусств «Кинотаврик» (Сочи), Европейского кинофестиваля «Берлинское киноокно», Международных киношкол в Дрездене «Анима» (Германия), в Загребе (Хорватия) и др., Лауреат Международного кинофорума «Молодость России — Молодость Европы», Международного фестиваля экранного творчества детей «Московские каникулы» (Москва), Международного фестиваля фильмов о правах человека «Сталкер» (Москва), Всероссийского кинофорума «Десятая муза» и др.

## Мишка – талисман на 1000-летие Ярославля
Талисман к 1000-летию Ярославля сделан художниками –педагогами центра «Перспектива» Маргаритой Нагибиной и Инной Мурашевой по принципу матрёшки «три в одном». Внутри  вложены  медведица Маша в кокетливом платочке и их дочь со связкой бубликов, каждый из которых обозначает ноль в цифре «1000».
Макет был выполнен в технике папье-маше.  Он также был выполнен и в качестве образцов сувенира, мягкой игрушки, барельефом и мультипликационным роликом.
Среди участников-конкурентов были красавица Ярославна и мужичок из «Мертвых душ»  Н. В. Гоголя.
Мишка  оказался признанным обладателем первого места в конкурсе.
По сведениям редакции, фирменного талисмана не имеет пока в России ни один город, даже Москва. Так что тысячелетний Ярославль в этом виде искусств  держит всероссийский, а может быть, даже и мировой приоритет.

## Проекты центра

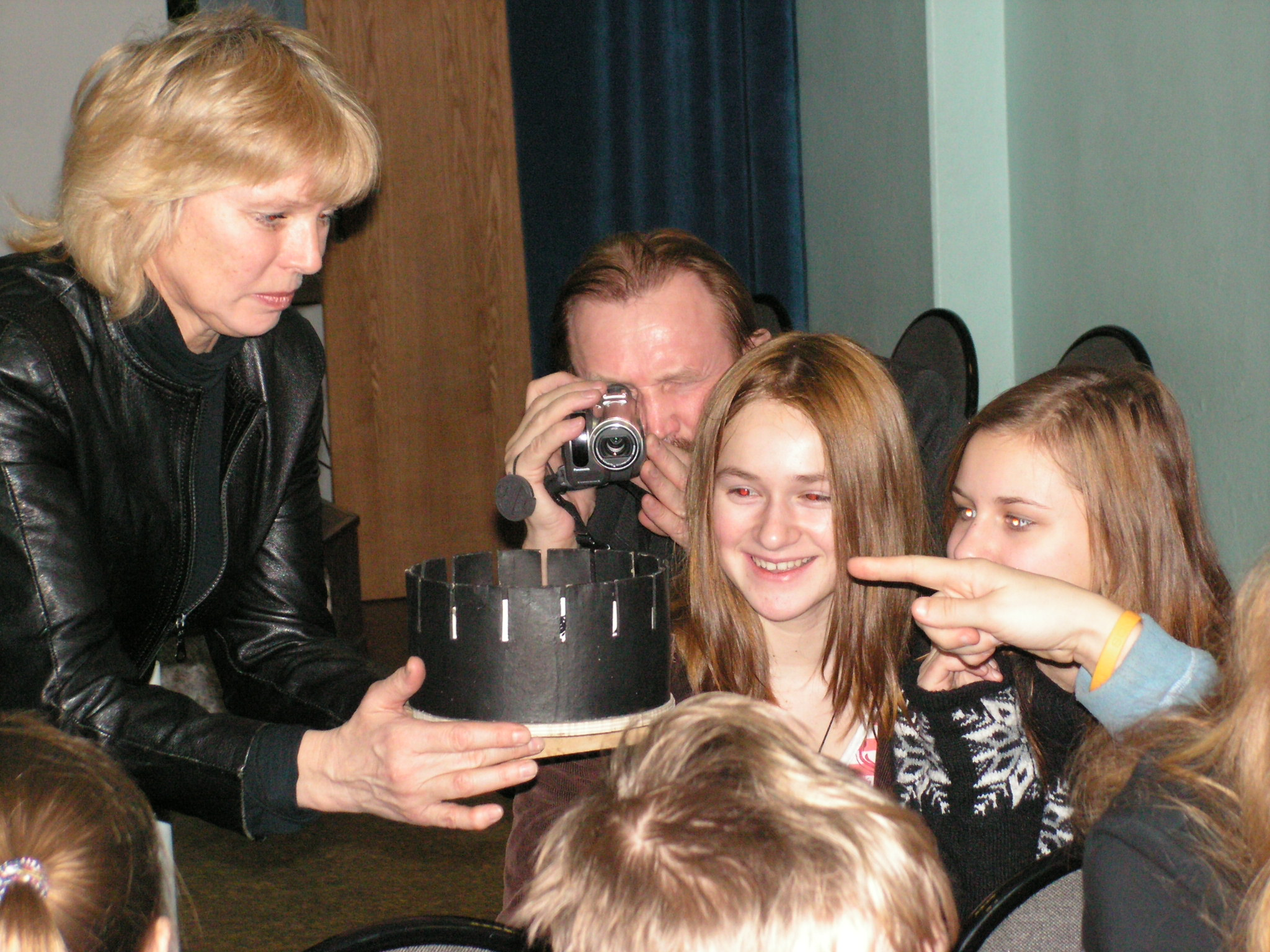
Мастер-класс по киноискусству

Проекты центра — это ставшие традицией ежегодные фестивали и конкурсы, мастер-классы и т. п.:
- Открытый международный кинофестиваль «Ты не один» для людей с ограниченными возможностями здоровья
- Международная детская киношкола «Ярославский медвежонок»
- Международный фестиваль молодёжного и семейного фильма «КИНО-КЛИК»
- Фестиваль «КИНО-КЛИК» — это открытый международный кинообразовательный форум киноискусства, юных авторов, творческих семей, молодёжных студий и киношкол.

Свои фильмы на конкурс представляли участники России, Украины, Эстонии, Болгарии, Хорватии, Германии, Канады. Широко представлены фильмы молодых авторов и творческие коллективы города Ярославля и ярославской области. Цель фестиваля: координация развития молодёжного и семейного фильма, создание условий молодым авторам для презентации своих дебютов и возможности общения с коллегами и с профессиональными мастерами кино и анимации.
- Фестиваль «Кино-клик». Показ конкурсных и внеконкурсных фильмов, встречи с авторами, конференция «Возможности и проблемы семейного детского и молодёжного кино», презентация новой программы для анимации и монтажа AnimaShooter© встреча с представителями ВГИКа, обсуждение работ с жюри фестиваля.
- Обучающие экскурсии и мастер-классы «Мир мультипликации».

## Руководители и педагоги
Директор центра анимационного творчества «Перспектива» — Владимир Васильевич Ищук, кандидат педагогических наук, доцент

Художественный руководитель центра, руководитель «Образцового детского коллектива» Школа анимации — Маргарита Ивановна Нагибина, заслуженный учитель РФ

Более 70 педагогов, в том числе педагоги-кандидаты наук и педагоги высшей категории.

## Структура центра

### Школа анимации «Образцовый детский коллектив»
Школа анимации выстроена по принципу приобщения детей к анимационному творчеству. Здесь изучаются предметы от «Изобразительная деятельность» до «Техника монтажа» при этом охватываются и другие, результаты которых также могут оказаться в центре фильма, это «Танец», «Музыкальные картинки», «Своими руками» и другие.

### Школа искусств
изобразительная и прикладная деятельность, музыка, хореография, вокал

### Школа творчества
изобразительная и прикладная направленность

### Отдел гуманитарного образования
культурологическая, эколого-биологическая и социально-педагогическая направленность

### Отдел социально-патриотического воспитания
патриотическое воспитание и работа с трудными подростками — военно-музыкальный класс, судомоделисты

### Отдел мультимедийного образования
компьютерные медиатехнологии

## Коллективы
- Мы сами делаем кино
- Практикум съемочного процесса
- Комиксоведение
- Кинообъединение
- Компьютерная анимация
- Японское кино
- Мой компьютер
- Компьютерная графика
- Web -дизайн
- Флеш анимация
- Начальная фотошкола
- Телестудия
- Художественное фото
- Фотожурналистика
- Хореография
- Изостудия
- Мы сами делаем кино
- Мягкая игрушка
- Театр
- Анимационный рисунок
- Стоп-кадр
- Веселые истории
- Основы мультипликации
- Игротека-анимация
- Основы экранного творчества.
- Технология съемочного процесса.
- История кино. Анимация.
- Реклама и технические средства.
- Язык живописи
- Техника рисунка
- Веселое тесто
- Художественная обработка кожи
- Художественный труд
- Музыкальная азбука
- Практикум игры на фортепиано
- Волшебная флейта
- Эстрадная студия «Десятая муза»
- Вокальный практикум (творческие занятия)
- Я — дизайнер
- Юный журналист
- Проба пера
- Литературный практикум (твор. занят.)
- Практикум создания газеты
- Интернет — журналистика
- Английский язык (школьники)
- Немецкий язык школьники

и многие другие

## Фильмы «Перспективы» — обладатели наград
Педагоги, подготовившие эти фильмы: Нагибина М., Юдина А. И., Мурашева И. П., Лапина О. В., Зубакина Н. О., Григорьева С. В., Нагибин Р. М., Маслов Ю. В., Тихомирова А. С.,
1. Случай на ветке, 2000, автор Коновалова Т,
2. Чрезвычайное происшествие, 2000 г., автор Юдина А.,
3. Грустная история, 2000 г., автор Мурашова О.,
4. Война и мир, 2000 г., авторы: Кузина К., Лапина О., Костишина Л.,
5. Как мы Оскара выручали, 2000 г., группа авторов 6-12 лет,
6. Блинчик, 2000 г., Раков Д., Лапина О.,
7. Вкусная открытка, 2000 г., Костишина Л., Раков Д.,
8. Праздничные анимационные заставки, 2000 г., Налимова А., Костишина Е., Юдина А. и др.
9. Любимый город, 2000 г., Кошкина Д, Костишина Л.,
10. Цинковый колобок, 2000 г. Раков Д., Лапина О.,
11. Ты и я -такие разные, 2000 г. Группа детей 8-16 лет,
12. Рождество, 2001 г., Загоскина С., Лапина О.,
13. Крещение, 2001 г., Загоскина С.,
14. Воскресенье, 2001 г., группа детей.,
15. Сюрприз, 2001 г., Тананов А.,
16. Кариес, 2001 г., Фокин Р., Якубова Р., Беляков А.,
17. Веселое путешествие, 2001 г., Фокина М.,
18. Мой портрет, 2001 г., Мурашова О.,
19. Гадкий утенок, 2001 г., Королева А.,
20. Побег из белых столбов, 2001 г., дети студии «Эскиз» школы ВГИКа (Москва) и ГЦАТ"Перспектива" (Ярославль),
21. Сказка-неотвязка,2001 г., Корсаков Д., Раков Д.,
22. Чужой разум, 2002 г., Барышева В.,
23. Я-аниматор, 2002 г., Беляков А., Барышева В., Лапина О., Раков Д. Архивная копия от 19 апреля 2016 на Wayback Machine,
24. Ромео и Джульетта, 2002 г., Бодрина Ю., Королева А., Раков Д.,
25. Добрая бомбочка, 2002 г., Кузнецов А., Лапина О., Фролов И.,
26. Есть ли жизнь…, 2002 г., Фокин Р.,
27. Телепрограмма «Детская служба спасения», 2002 г., Клямурис. К., Миланова М., Раков Д., Загоскин С.,
28. Огонь-это опасно, 2002 г., Тананов А.,
29. Как ярославские коты спасали Ленинград, 2003 г., Налимова А., Тананов А., Пашкина Е.,
30. Мечте навстречу, 2003 г., Осетрова Н.,
31. Горная песня, 2003 г., Дубовцев Р.,
32. Какая Я, 2003 г., Дотлова Е. Архивная копия от 3 октября 2016 на Wayback Machine,
33. Шутки до минутки (Чудо, тельняшка, феечки), 2003 г., Цыбаева С., Смирнова И., Конорова Е. Архивная копия от 19 октября 2016 на Wayback Machine,
34. Пожар в лесу, 2003 г., Корсаков Д. Архивная копия от 6 октября 2016 на Wayback Machine,
35. Медвежий блюз, 2003 г., Цветков С. Архивная копия от 22 сентября 2016 на Wayback Machine,
36. Последний урок детства, 2003 г., группа детей,
37. Приключения Бибендума, 2003 г., Юдина А., Давыдова О.,
38. Это может случиться с каждым, 2003 г., Тананов А. Архивная копия от 11 апреля 2016 на Wayback Machine,
39. Музыкальный Дед Мороз, 2004 г., Пашкина Е.,
40. Лунная прогулка, 2004 г., Кольдин И.,
41. Золотая удача, 2004 г., Тихомирова А., Тютяева Е.,
42. Каждый имеет право, 2004 г., группа авторов
43. Картинки на песке, 2004 г., Кузнецов А.,
44. Надежа на завтра…к, 2004 г., Севастьянова В., Горя С.,
45. Поиграем в прятки, 2004 г., Тюхнин В.,
46. Приключения Мышки и Киски, 2004 г., Козюлин С.,
47. No comment, 2004 г., Беляков А., Лататуева М., Севастьянова В., Тананов А.,
48. Wir sind nicht allein (Мы не одиноки), 2004 г., Нагибина Р., Виноградова А., Горя С.,
49. Ты не один, 2004 г., Севастьянова В., Горя С.,
50. Подбрось до центра, 2005 г., Кравцова Е.,
51. Подарки, 2005 г., Кравцова К.,
52. Добрая утка, 2005 г., Кузнецова Л.,
53. Грани, 2005 г., Тананов А.,
54. Любовь котенков, 2005 г., Пензина Е.,
55. Мистический триллер,2006 г., Горя С. Севастьянова В.
56. Колыбельная, 2006 г., Григорьева С.,
57. Великая жажда, 2007 г., Кравцова К.,
58. Зимняя колыбельная, 2007 г., Казанская Е., Кузьменко М.,
59. Грибной дождь, 2007 г., Ошарин В.,
60. Курица или яйцо, 2007 г., Ошарин П.,
61. Фан Там, 2007 г., Севастьянова В., Чичабая П., Цыбаев А. ,
62. Нелегко быть улиткой, 2007 г., Гудкова Е., Курочкина Е. Архивная копия от 20 октября 2016 на Wayback Machine,
63. Нашим мамам посвящается, 2007 г., Тыняная А.,
64. Весь мир — наш дом, 2007 г., Цыбаев А., Штольба А. Архивная копия от 15 октября 2016 на Wayback Machine,
65. Болотная симфония, 2007 г., Мурашева С. Архивная копия от 21 октября 2016 на Wayback Machine,
66. Ангел-хранитель, Мороз Н., 2007 г. Архивная копия от 11 сентября 2016 на Wayback Machine,
67. Первое предложение, 2008 г., Мельникова К. Архивная копия от 11 октября 2016 на Wayback Machine,
68. Ноев ковчег, 2008 г., группа авторов
69. По пути Ярослава, 2008 г., Воронина А., Тыняная А., Мороз Н.
70. Будущее за Сочи, 2008 г., Мороз Н.,
71. Се Ля Ви, 2009 г., Сальников А.,
72. Пушкин и Гоголь, 2009 г., Тыняная А., Тихомирова А.,
73. Под одной звездой, 2009 г., Тыняная А., Тихомирова А. Архивная копия от 15 апреля 2016 на Wayback Machine,
74. Пересмотри, 2009 г., группа авторов,
75. Му-му, 2009 г., Бекетов П., Тыняная А.,
76. Клац, 2009 г., Бекетов П.,
77. Загадка, 2009 г., Махотина В.,
78. Kohaku, 2009 г., Тихомирова А., Мороз Н.,
79. Три подвига моего прадедушки, 2010 г., Кузьмин И.,
80. Темная ночь, 2010 г., Полетаева А.,
81. О чем молчит морковь, 2010 г., Курочкина Е. Архивная копия от 8 апреля 2016 на Wayback Machine,
82. За секунду до…, 2010 г., Мороз Н. Архивная копия от 15 октября 2016 на Wayback Machine,
83. Гном и звезда, 2010 г., Гафиятуллина М. Архивная копия от 8 апреля 2016 на Wayback Machine,
84. Выход есть, 2010 г., Иванова А. Архивная копия от 22 сентября 2016 на Wayback Machine,
85. Верблюжий батальон, 2010 г., Данилова С.,
86. 1000-летие, 2010 г., Курочкина Е. Архивная копия от 11 октября 2016 на Wayback Machine,

## СМИ о «Перспективе»
Пресса
Культурная жизнь города отражается с обязательным участием "Перспективы". Газеты области постоянно информируют об успехах коллектива. Это наиболее популярные газеты: "Северный край", "Золотое кольцо", "Ярославский регион", "Юность", "Городские новости", "Родной город" и журналы "Ярославский журнал" и другие.
Интернет-информация города и области наполнена сообщениями О "Перспективе".
Телевидение
«Перспектива» является постоянным участником программы местного телевидения ГТРК «Ярославия» области  ,  представляет видеопрограммы в музеях Ярославля и области  , показывает свои работы  на сайте ежемесячного журанала «Мурзилка» , участвует в телевизионном канале для детей  «Карусель» 